# Гадо, Рубен
Рубен Гадо (фр. Ruben Gado; род. 13 декабря 1993, Сен-Дени) — французский легкоатлет, специалист по многоборьям. Выступает за сборную Франции по лёгкой атлетике с 2012 года, победитель и призёр первенств национального значения, обладатель бронзовой медали командного чемпионата Европы, участник ряда крупных международных стартов.

## Биография
Рубен Гадо родился 13 декабря 1993 года в городе Сен-Дени заморского департамента Реюньон.
Впервые заявил о себе в легкой атлетике на международном уровне в сезоне 2012 года, когда вошёл в состав французской национальной сборной и выступил на юниорском мировом первенстве в Барселоне, где в программе десятиборья стал седьмым.
В 2015 году принимал участие в молодёжном чемпионате Европы в Таллине, но провалил здесь все попытки в прыжках в длину и вынужден был досрочно завершить выступление.
В 2016 году выиграл серебряную медаль в семиборье на зимнем чемпионате Франции в Обьере, уступив здесь только Жереми Леливру.
В 2017 году взял бронзу на летнем чемпионате Франции в Марселе. На командном чемпионате Европы по легкоатлетическим многоборьям в Таллине показал девятый результат в личном зачёте и помог своим соотечественникам выиграть бронзовые медали общего командного зачёта. Позже добавил в послужной список награду серебряного достоинства, полученную в десятиборье на Играх франкофонов в Абиджане.
В 2018 году принял участие в чемпионате мира в помещении в Бирмингеме, где в программе семиборья с результатом в 5927 очков стал седьмым. Помимо этого, с личным рекордом в 8126 очков одержал победу в десятиборье на чемпионате Франции в Альби, занял 17-е место на чемпионате Европы в Берлине.